# 필드 (컴퓨터 과학)
필드(field) 또는 데이터 필드(data field)는 데이터 계층 구조에서 레코드의 변수이다. 자료 구조라고도 알려진 레코드를 사용하면 논리적으로 관련된 데이터를 단일 이름으로 식별할 수 있다. 관련 데이터를 단일 그룹으로 식별하는 것은 이해 가능한 컴퓨터 프로그램을 구성하는 데 핵심이다. 레코드의 개별 필드는 컴퓨터 프로그램의 변수와 마찬가지로 이름으로 액세스할 수 있다.
레코드의 각 필드에는 두 가지 구성 요소가 있다. 한 구성요소는 필드의 자료형 선언이다. 다른 구성 요소는 필드의 식별자이다.

## 같이 보기
- 클래스 변수
- 뮤테이터 메소드